# Mormia lanceolata
Mormia lanceolata är en tvåvingeart som först beskrevs av Satchell 1958.  Mormia lanceolata ingår i släktet Mormia och familjen fjärilsmyggor. Inga underarter finns listade i Catalogue of Life.